# Teatre de l'Arxipèlag
El Teatre de l'Arxipèlag (en francès Théâtre de l'Archipel) és un equipament cultural de 10.000 m² situat a la ciutat de Perpinyà, de la comarca del Rosselló, a la Catalunya del Nord.
Està situat a prop i a la dreta de la Tet, a ponent del que havia estat el raval del Pont de Pedra i al nord-oest de la vila vella de Perpinyà. La seva adreça és a l'avinguda del General Leclerc, entre el nus de carreteres de la D - 900 a l'extrem meridional del pont sobre el riu (a ponent) i l'Esplanada del Mediterrani (a llevant).
Fou dissenyat pels arquitectes Jean Nouvel i Brigitte Metra. Es tracta d'un conjunt de 5 edificis totalment independents. Es va construir a iniciativa del govern francès i es va inaugurar el mes d'octubre del 2011.
La sala gran té un aforament modulable, que varia entre les 600 i 1.200 localitats. L'equipament també disposa d'una altra sala amb capacitat per a 400 persones, així com un Centre de Creació, que comprèn una sala d'assaigs i un taller de fabricació d'escenografia i vestuari.

## Inauguració
La inauguració va tenir lloc el 10 d'octubre del 2011 i hi van assistir personalitats de l'àmbit de la cultura catalana, així com representants del món polític. Entre d'altres, van assistir a l'acte Ferran Mascarell, l'alcalde de Perpinyà Jean-Marc Pujol; el president de la Regió Llenguadoc-Rosselló, Cristià Bourquin; el director de la Casa de la Generalitat a Perpinyà, Joan Gauby; el director del Teatre de l'Arxipèlag, Domènec Reixach i Felipe; i l'arquitecte Jean Nouvel.

## Programació
El Teatre de l'Archipel programa representacions de teatre contemporani, clàssic, dansa contemporània, òpera, així com concerts de música clàssica i de cambra, entre altres espectacles.